# Лукас Клостерманн
Лукас Клостерманн (нім. Lukas Klostermann, нар. 3 червня 1996, Гердекке) — німецький футболіст, центральний захисник клубу «РБ Лейпциг» та збірної Німеччини.

## Клубна кар'єра
Народився 3 червня 1996 року в місті Гердекке. Розпочав займатися футболом в дитячій команді клубу «Гевельсберг», з якої 2001 року потрапив у школу клубу «БВВ Гаген». У 2010 році Клостерманн перейшов у футбольну академію «Бохума».
14 березня 2014 року в матчі проти «Аалена» Лукас дебютував за першу команду у Другій Бундеслізі і до кінця року зіграв у 9 матчах чемпіонату.
Влітку 2014 року Клостерман перейшов в «РБ Лейпциг». 12 грудня в матчі проти «Гройтера» він дебютував за нову команду, замінивши у другому таймі Анте Ребича. 24 квітня 2015 року в поєдинку проти клубу «Дармштадт 98» Лукас забив свій перший гол за «РБ Лейпциг». У 2016 році він допоміг команді вперше в своїй історії вийти в елітний німецький дивізіон. Наразі встиг відіграти за клуб з Лейпцига 43 матчі в національному чемпіонаті.

## Виступи за збірні
2013 року дебютував у складі юнацької збірної Німеччини, разом з якою був учасником юнацького (U-19) Євро-2015, зігравши в усіх трьох матчах. Всього взяв участь у 17 іграх на юнацькому рівні.
З 2015 року залучався до складу молодіжної збірної Німеччини. На молодіжному рівні зіграв у 5 офіційних матчах.
2016 року захищав кольори олімпійської збірної Німеччини на Олімпійських іграх 2016 року у Ріо-де-Жанейро.
| Дата       | Місто              | Господарі          | Результат | Гості             | Турнір                                    | Голи | Примітки |
| ---------- | ------------------ | ------------------ | --------- | ----------------- | ----------------------------------------- | ---- | -------- |
| 20-3-2019  | Вольфсбург         | Німеччина          | 1 – 1     | Сербія            | товариський матч                          | -    | 90'      |
| 8-6-2019   | Борисов            | Білорусь           | 0 – 2     | Німеччина         | Відбір до ЧЄ 2020                         | -    |          |
| 6-9-2019   | Гамбург            | Німеччина          | 2 – 4     | Нідерланди        | Відбір до ЧЄ 2020                         | -    |          |
| 9-9-2019   | Белфаст            | Північна Ірландія  | 0 – 2     | Німеччина         | Відбір до ЧЄ 2020                         | -    |          |
| 9-10-2019  | Дортмунд           | Німеччина          | 2 – 2     | Аргентина         | товариський матч                          | -    |          |
| 13-10-2019 | Таллінн            | Естонія            | 0 – 3     | Німеччина         | Відбір до ЧЄ 2020                         | -    |          |
| 16-11-2019 | Менхенгладбах      | Німеччина          | 4 – 0     | Білорусь          | Відбір до ЧЄ 2020                         | -    |          |
| 19-11-2019 | Франкфурт-на-Майні | Німеччина          | 6 – 1     | Північна Ірландія | Відбір до ЧЄ 2020                         | -    | 65'      |
| 10-10-2020 | Київ               | Україна            | 1 – 2     | Німеччина         | Ліга націй УЄФА 2020—2021 - груповий етап | -    | 90'      |
| 13-10-2020 | Кельн              | Німеччина          | 3 – 3     | Швейцарія         | Ліга націй УЄФА 2020—2021 - груповий етап | -    |          |
| 25-3-2021  | Дуйсбург           | Німеччина          | 3 – 0     | Ісландія          | Відбір до ЧС 2022                         | -    |          |
| 28-3-2021  | Бухарест           | Румунія            | 0 – 1     | Німеччина         | Відбір до ЧС 2022                         | -    |          |
| 2-6-2021   | Інсбрук            | Німеччина          | 1 – 1     | Данія             | товариський матч                          | -    | 59'      |
| 8-9-2021   | Рейк'явік          | Ісландія           | 0 – 4     | Німеччина         | Відбір до ЧС 2022                         | -    | 46'      |
| 8-10-2021  | Гамбург            | Німеччина          | 2 – 1     | Румунія           | Відбір до ЧС 2022                         | -    | 85'      |
| 11-10-2021 | Скоп'є             | Північна Македонія | 0 – 4     | Німеччина         | Відбір до ЧС 2022                         | -    |          |
| 7-6-2022   | Мюнхен             | Німеччина          | 1 – 1     | Англія            | Ліга націй УЄФА 2022—2023 - груповий етап | -    |          |
| 14-6-2022  | Менхенгладбах      | Німеччина          | 5 – 2     | Італія            | Ліга націй УЄФА 2022—2023 - груповий етап | -    |          |
| 16-11-2022 | Маскат             | Оман               | 0 – 1     | Німеччина         | товариський матч                          | -    | 34'      |
| 27-11-2022 | Ель-Хаур           | Іспанія            | 1 – 1     | Німеччина         | ЧС 2022 - груповий етап                   | -    | 70'      |
| 1-12-2022  | Ель-Хаур           | Коста-Рика         | 2 – 4     | Німеччина         | ЧС 2022 - груповий етап                   | -    | 46'      |
| Усього     |                    | Матчів             | 21        |                   | Голів                                     | 0    |          |

## Титули і досягнення
- Володар Кубка Німеччини (2):

«РБ Лейпциг»: 2021–22, 2022–23
- Володар Суперкубка Німеччини (1):

«РБ Лейпциг»: 2023
Німеччина (ол.)
- Срібний призер Олімпійських ігор (1): 2016